# Erucaria pinnata
Erucaria pinnata là một loài thực vật có hoa trong họ Cải. Loài này được (Viv.) Täckh. & Boulos mô tả khoa học đầu tiên năm 1972.